# SN 2001gi
SN 2001gi – supernowa typu Ia odkryta 21 listopada 2001 roku w galaktyce A042807-3621. W momencie odkrycia miała maksymalną jasność 21,00m.